# Constant Mayer

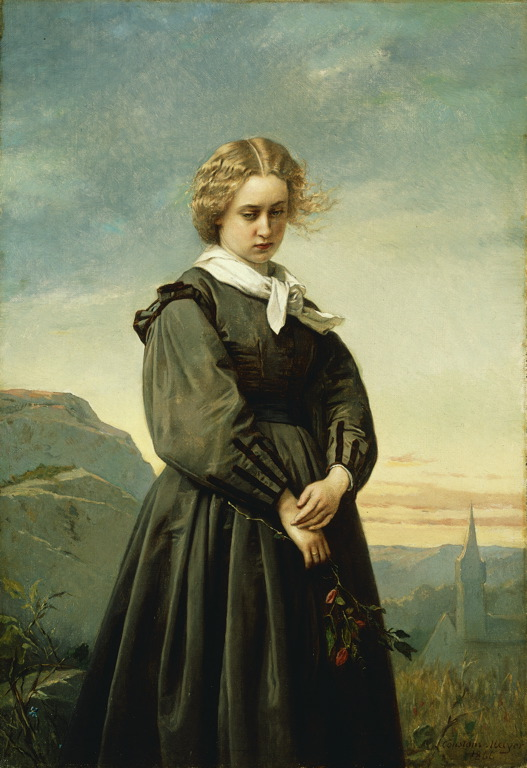
Love's Melancholy (1866), te bewonderen in het Art Institute of Chicago.

Constant Mayer (Besançon, 3 oktober 1829 – Parijs, 12 mei 1911) was een Frans kunstschilder. Mayer studeerde in Parijs aan de École nationale supérieure des beaux-arts. Later kreeg hij les van Léon Cogniet. In 1857 verhuisde hij naar New York.
Verschillende werken van Mayer waren te zien tijdens de Parijse salon, een kunsttentoonstelling. Bekende werken zijn de portretten die hij maakte van Ulysses S. Grant en William Tecumseh Sherman. Mayer werd in 1869 benoemd tot ridder in het Legioen van Eer.

## Lijst van werken
- Beggar-Girl (1863)
- Consolation (1864)
- Recognition (1865)
- Good Words (1866)
- Riches and Poverty
- Maud Muller
- Street Melodies (1867)
- Early Grief (1869)
- Oracle of the Field
- Song of the Shirt (1875)
- Song of the Twilight (1879)
- In the Woods (1880)
- The Vagabonds (1881)
- Lord's Day (1883)
- Lawn Tennis (1883)
- Mandolin Player (1884)
- First Grief (1885)
- The First Communion (1886)